# Wiktor Rozwadowski (1812–1858)
Wiktor Leander Rozwadowski herbu Trąby (ur. 1812, zm. 1858 w Babinie) – polski oficer, ziemianin.

## Życiorys
Urodził się w 1812. Wywodził się z gałęzi szlacheckiej rodu Rozwadowskich herbu Trąby. Był prawnukiem Macieja (ur. 1647, podstoli radomski), wnukiem Ignacego (1702-1777), najmłodszym synem Kazimierza (ur. 1748 lub 1757, zm. 1836, pułkownik wojsk polskich) i Anny z domu Golejewskiej herbu Kościesza (córka Józefa, brygadiera wojsk polskich). Miał braci Antoniego (ur. 1794 lub 1795, zm. 1855, oficer, powstaniec listopadowy), Wincentego (1799-1849, rotmistrz wojsk polskich, powstaniec listopadowy), Erazma (1806-1880, porucznik wojsk polskich). Jego rodzina mieszkała w Różyskach.
Po wybuchu powstania listopadowego 1830 wraz z trzema braćmi został wyprawiony przez ojca do liniowej służby wojskowej. Opuścił szkołę w Tarnopolu i wstąpił w szeregi 10 pułku jazdy lubelskiej. Służył jako podporucznik w 1 szwadronie tej jednostki. Odznaczył się w walkach pod wsią Makobudy. Wkrótce potem samodzielnie unieszkodliwił kilkunastu huzarów rosyjskich w walkach z pułkiem pawłogrodzkim, odnosząc przy tym rany. Za te czyny został odznaczony 6 maja 1831 Krzyżem Złotym Orderu Virtuti Militari (nr 1156) oraz awansowany na porucznika.
Po upadku powstania wrócił w rodzinnej strony i osiadł na własnym gospodarstwie. W czasie Wiosny Ludów był członkiem Gwardii Narodowej.
Zmarł w 1858 w Babinie. Tam został pochowany. Był żonaty z Emilią Szymanowską herbu Ślepowron. Mieli synów Tomisława (1841-1920), Bartłomieja (1846-1882), Franciszka (1848-1916), Tadeusza (średni). Synowie uczestniczyli w powstaniu styczniowym 1863, a Tadeusz poległ pod Małaszowem.